# Järvakandi
Järvakandi (deutsch Jerwakand) ist ein Flecken (estnisch alev) in der Landgemeinde Kehtna im estnischen Kreis Rapla mit einer Fläche von 4,83 km². Der Ort hat 1471 Einwohner (1. Januar 2007). Er liegt etwa 29 km von Rapla entfernt.

## Geschichte
Das Dorf wurde als Jerwencato erstmals 1460 erwähnt. Das herrschaftliche, zweigeschossige Gutshaus wurde ab 1820 errichtet. Es gehörte der deutschbaltischen Adelsfamilie Hoyningen-Huene. Ab 1894 wohnte hier Oskar von Hoyningen-Huene mit Sophie Charlotte von Wimpffen und deren Sohn aus erster Ehe, Roman von Ungern-Sternberg.
Nach der Russischen Revolution 1905 wurde der Gutshof vollständig zerstört.
Bekannt ist Järvakandi für seine 1879 gegründete Glasfabrik. Zwischen 2005 und 2012 fand das Rabarock-Festival in Järvakandi statt.
Bis 2017 bildete der Ort auch eine eigenständige Gemeinde (Järvakandi vald).

## Persönlichkeiten
- Bernhard Linde (* 1886 in Järvakandi; † 1954 in Tallinn), estnischer Schriftsteller, Literaturkritiker, Übersetzer und Verleger